# Campsegret
Campsegret é uma comuna francesa na região administrativa da Nova Aquitânia, no departamento Dordonha. Estende-se por uma área de 13,9 km². Em 2010 a comuna tinha 399 habitantes (densidade: 28,7 hab./km²).